# Austinogebia
Austinogebia is een geslacht van kreeftachtigen uit de klasse van de Malacostraca (hogere kreeftachtigen).

## Soorten
- Austinogebia edulis (Ngoc-Ho & Chan, 1992)
- Austinogebia liui Liu & Sha, 2015
- Austinogebia monospina Liu & Liu, 2012
- Austinogebia narutensis (Sakai, 1986)
- Austinogebia nobilii (Sakai & Türkay, 1995)
- Austinogebia spinifrons (Haswell, 1881)
- Austinogebia takaoensis (Sakai & Türkay, 1995)
- Austinogebia wuhsienweni (Yu, 1931)